# Ūkio bankas

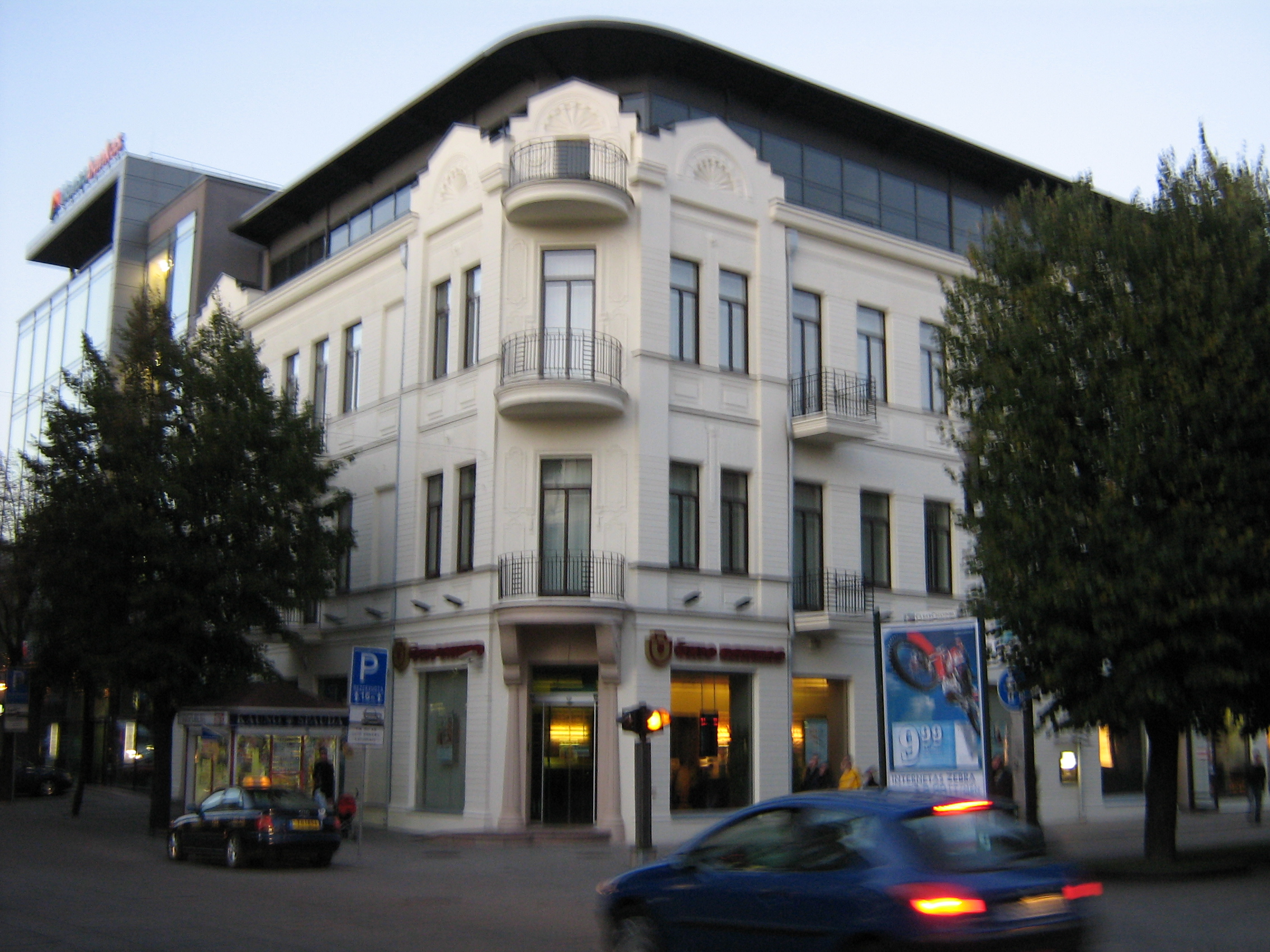
Oddział banku przy Alei Wolności w Kownie

AB Ūkio bankas – powstały 19 listopada 1990 roku litewski bank, którego większościowym akcjonariuszem był Władimir Romanow (w 2012 posiadał 64,92% akcji). Był czwartym bankiem co do wielkości depozytów – miał ich w 2013 roku 3,4 miliardów litów, czyli 1,3 miliardów dolarów (natomiast według ilości aktywów – szóstym), i najstarszym prywatnym bankiem komercyjnym na Litwie. W latach 2008–2013 był notowany na Wileńskiej Giełdzie Papierów Wartościowych należącej do OMX Baltic (OMXB10).

## Działalność
Ūkio bankas miał 12 filii na Litwie. Bank miał również filie na Ukrainie (w Kijowie) i Kazachstanie (w Ałmaty) oraz w Edynburgu, w Szkocji (była to jedyna filia banku umiejscowiona w Europie Zachodniej).
Podczas wywiadu dla portalu informacyjnego Delfi.it główny akcjonariusz ogłosił swoje plany sprzedania jego części inwestorowi strategicznemu. Romanow wymienił między innymi GE Money Bank.
26 sierpnia 2008 roku, w związku z zapaścią kredytową banku, agencja ratingowa S&P Global Ratings obniżyła rating ze stabilnego na negatywny.

### Upadek
W lutym 2013 postanowiono ograniczyć działalność banku po tym, gdy ujawniono, że bank wykazuje słabą jakość aktywów; uwikłał się w wiele ryzykownych inwestycji, np. w obrębie Białorusi, gdzie miał zainwestować m.in. w modernizację stadionu Traktara Mińsk opiewającą na kwotę 250 mln euro, w klub Partyzan Mińsk, a także prowadzić inwestycje deweloperskie. Kontrola wykazała, że w przeszłości bank ignorował zalecenia banku centralnego Litwy dotyczące ograniczenia ryzyka związanego z działalnością banku, związanego między innymi z finansowaniem inwestycji w przedsięwzięcia, w których brał udział Władimir Romanow. Bank zaniechał podniesienia jakości aktywów, a jego akcjonariusze prowadzili w latach 2005–2012 szkodliwe działania w postaci podejrzanych transakcji.
Po dokonaniu weryfikacji otrzymanych danych instytucja nadzorcza ustaliła, że wartość majątku banku jest mniejsza niż jego kierownictwo przedstawiało w oficjalnych dokumentach. W związku z tym stwierdzono, że bank nie zachowywał należytej ostrożności przy udzielaniu kredytów. Stwierdzono również, iż przez konta bankowe przetransferowano fundusze opiewające na kwotę 13 milionów dolarów; fundusze te miały pochodzić z budżetu Federacji Rosyjskiej i być uzyskane w drodze oszustwa. Zdaniem Prezesa Centralnego Banku Litwy Vitasa Vasiliauskasa, problemy banku rozpoczęły się po tym, gdy główny udziałowiec, Władimir Romanow oświadczył, że klub Žalgiris Kowno jest zadłużony – wtedy klienci banku zaczęli masowo wycofywać fundusze z kont depozytowych w banku. Od 12 lutego 2013 roku bank nie spełniał norm płynności finansowej, wobec tego Bank Litwy wprowadził do Ūkio bankas zarządcę komisarycznego w osobie Adomasa Audickasa. Rząd Litwy przeznaczył 230 milionów euro na zwrot depozytów klientom banku. 2 maja 2013 roku Sąd Okręgowy w Kownie wszczął postępowanie upadłościowe. Portfel kredytowy banku nabył Šiaulių bankas.
Ūkio bankas był sponsorem klubu Heart of Midlothian FC, będąc tym samym największym wierzycielem, posiadał w nim również 29% akcji. Jego logo widniało na koszulkach zawodników w latach 2005–2011.